# Nissan Pintara
Der Nissan Pintara ist ein von 1986 bis 1993 von Nissan Australien für den australasischen Markt hergestelltes Modell der oberen Mittelklasse.

## Nissan Pintara (R31), 1986–1990

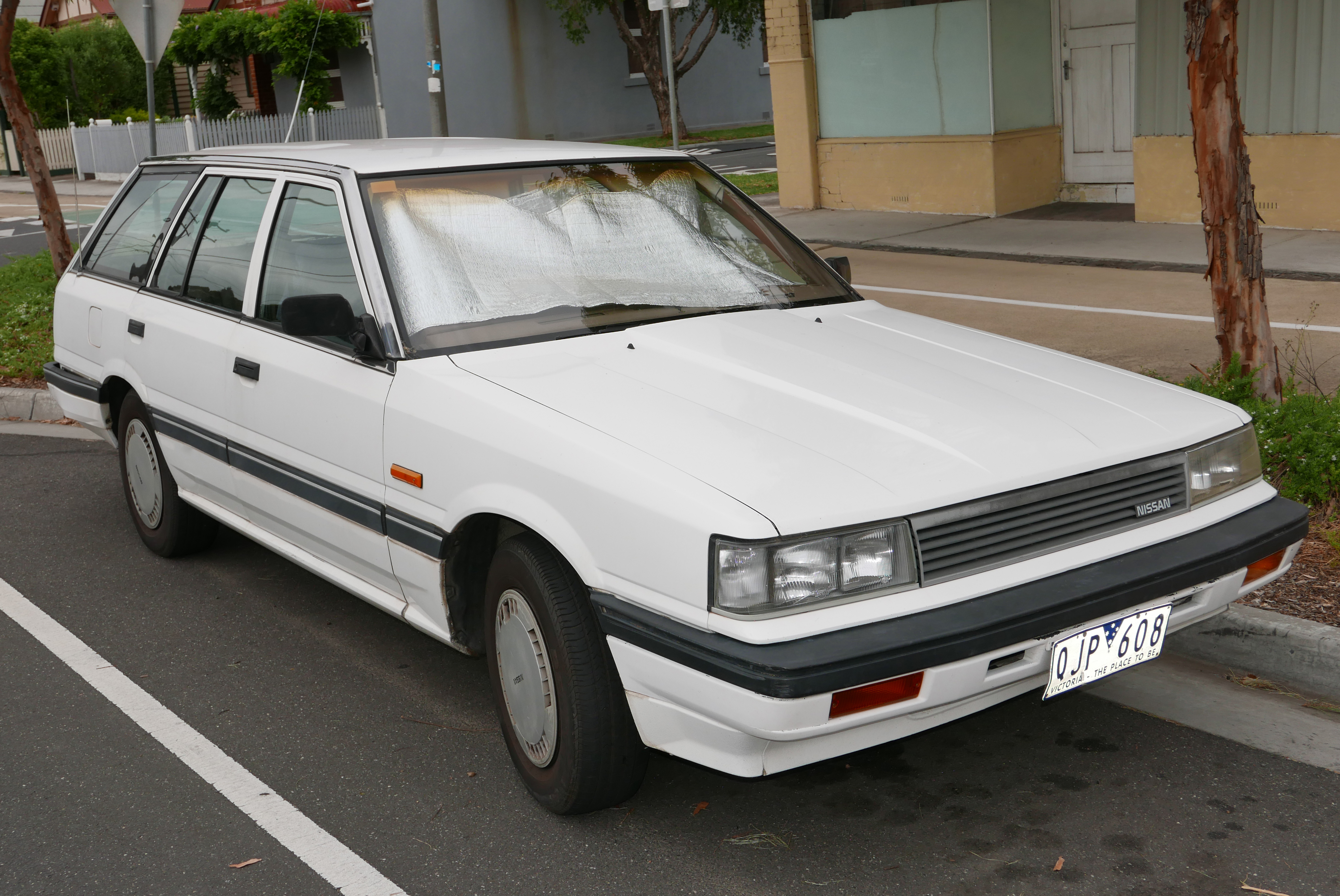
Nissan Pintara Kombi der ersten Generation

Beim ersten Pintara handelte es sich um einen vierzylindrigen Nissan Skyline der Baureihe R31, der auf dem australischen Markt in erster Linie mit dem Mitsubishi Magna konkurrierte. Angeboten wurden viertürige Limousinen und fünftürige Kombimodelle in den Ausstattungsstufen GLi, Executive, GX, GXE und TRX, alle angetrieben von einem Zweiliter-Einspritzmotor (Typ CA20E) mit 78 kW/106 PS.

## Nissan Pintara (U12), 1989–1993

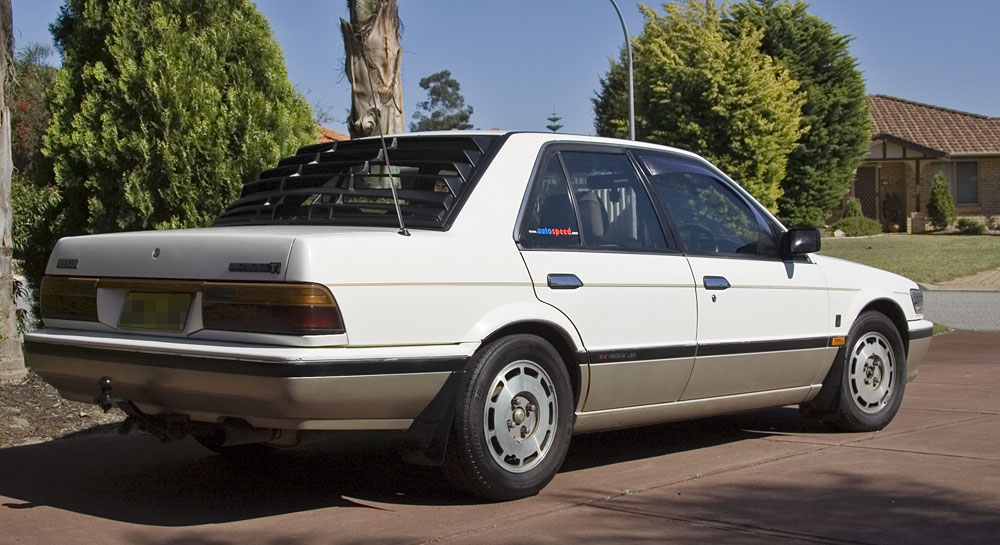
Nissan U12 Pintara Ti, 1989

Im Gegensatz zum ersten Pintara basierte der Pintara der Baureihe U12 auf dem zeitgenössischen Nissan Bluebird U12. Neben Stufenhecklimousine und Kombi gab es ein fünftüriges Schrägheckmodell, das auch nach Japan exportiert wurde. Der Zweiliter leistete hier 83 kW/113 PS, daneben stand ein eingespritzter 2,4-Liter-Vierzylinder (Typ GA24E) mit 96 kW/130 PS im Angebot.
Der Pintara U12 wurde im Rahmen der damals in Australien politisch gewollten Kooperation zwischen den Autokonzernen unter der Bezeichnung „Ford Corsair“ auch über die dortigen Ford-Händler vertrieben.